# 尼格爾·哈維斯
尼格爾·哈維斯（Nigel Havers，1951年11月6日—）是英國的一位演員
。1981年，他參與出演了電影烈火戰車，並引起獲得BAFTA提名。2009年至2010年期間，他還出演了加冕街中Lewis Archer角色。

## 外部連結
- The Nigel Havers Alliance - A mock political party
- Profile on the Red Cross site
- 尼格爾·哈維斯在互联网电影资料库（IMDb）上的資料（英文）